# تيد ساغار
تيد ساغار (بالإنجليزية: Ted Sagar)‏ (7 فبراير 1910 في المملكة المتحدة - 16 أكتوبر 1986) هو لاعب كرة قدم بريطاني (وحمل سابقاً جنسية المملكة المتحدة لبريطانيا العظمى وأيرلندا) في مركز حراسة المرمى. شارك مع منتخب إنجلترا لكرة القدم. أما مع النوادي، فقد لعب مع بورتاداون ونادي إيفرتون والرابطة الحادية عشر لكرة القدم ‏ وIrish League representative team ‏.

## وصلات خارجية
- تيد ساغار على موقع قاعدة بيانات كرة القدم.إي يو (الإنجليزية)
- تيد ساغار على موقع ناشيونال فوتبول تيمز (الإنجليزية)